# تجربة أطلس
تجربة أطلس  ATLAS experiment في الفيزياء (بالإنجليزية: ATLAS experiment ) هو مكشاف جسيمات أولية صـُمم مع خمسة تجارب أخرى (ALICE, CMS ,TOTEM و LHCb) في مصادم الهدرونات الكبير لقياس كتل وطاقات و شحنات الجسيمات الأولية والإشعاعات .
وكلمة أطلس ATLAS هي اختصار (A Toroidal LHC ApparatuS)
التجربة الفيزيائية تمت ما بين الحدود الفرنسية السويسرية يوم الأربعاء 17 سبتمبر 2008 بصفة مبدئية . والمكشاف هو جزء من مصادم الهدرونات الكبير المبني تحت الأرض على عمق متوسط يبلغ 100 متر، يبلغ طول حلقة المصادم 27 كيلومتر .
ويعتبر هذا المشروع، الذي كلف 3,76 مليار يورو، ثمرة تعاون بين البلدان الأوروبية والولايات المتحدة والهند وروسيا واليابان.

## مكشاف أطلس
مكشاف أطلس هو عدادا ضخم جدا يبلغ طوله 45 متر ويزن 7000 طن ويبلغ قطره 22 متر. وهو مكون من 4 أنظمة لعدادات الجسيمات تغلف كل طبقة منها الطبقة التي تحتها . وكما هو الحال عند إجراء تجارب اصطدام الجسيمات الأولية السريعة تحيط الأنواع المختلفة من عدادات الجسيمات بنقطة الاصطدام وتغلفها هنا في أربعة طبقات متتالية، بحيث تسجل كل طبقة نوعا آخر من الجسيمات وسرعاتها، كما تسجل خصائص أخرى للجسيمات مثل شحنتها الكهربائية وكتلتها، كما تتيح معرفة طاقتها عن طريق قياس مسار كل جسيم وانحرافه بالمجال المغناطيسي.